# Kinderkruistocht

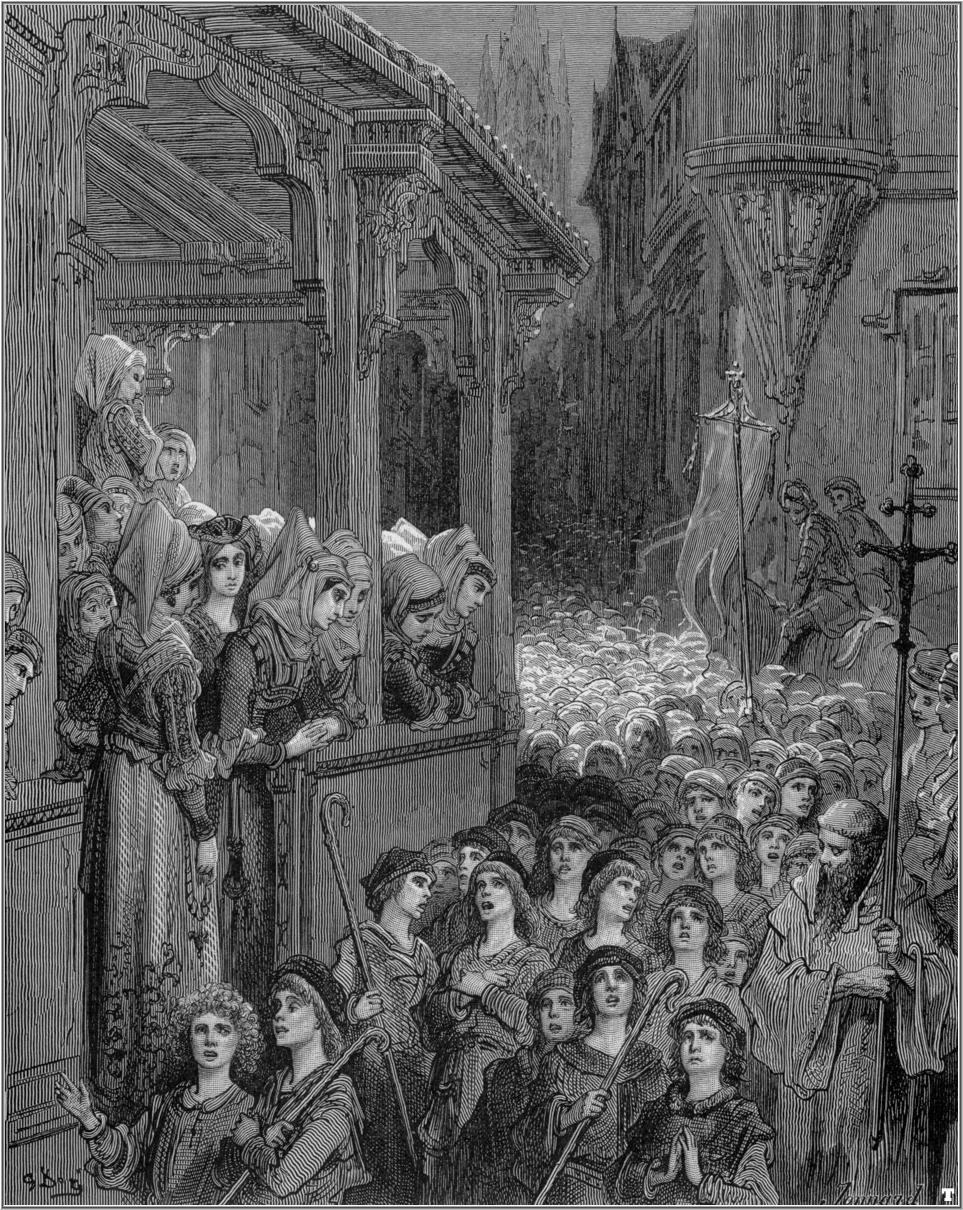
Romantische voorstelling van de Kinderkruistocht door Gustave Doré (1832-1883)

Kinderkruistochten is de verkeerde benaming die gegeven wordt aan twee kruistochten die plaatsvonden in 1212. Het zou hier gaan om tochten van "kinderen" om Jeruzalem van de islam te bevrijden. De kruistocht werd gestimuleerd door de liturgische processies die werden gehouden ten behoeve van de Reconquista en de preken die werden gedaan voor het promoten van de Albigenzische Kruistochten.
Deze kruistochten vertrokken uit Frankrijk en Duitsland. In beide gevallen is het verhaal ongeveer hetzelfde: een jongen kreeg een visioen waarin God of een engel hem de opdracht gaf een leger van onschuldige kinderen te verzamelen en daarmee naar Jeruzalem te trekken. De Middellandse Zee zou voor hen splijten, waardoor de weg naar Jeruzalem voor hen open zou liggen. Daar aangekomen zouden de Saracenen voor hun onschuld vluchten.
Sinds de onderzoekspublicatie van Nederlands historicus Peter Raedts uit 1977 is de consensus onder historici verschoven naar de opvatting dat het zeer waarschijnlijk geen "kinderen" betrof (althans niet voornamelijk) en dat het woord pueri anno 1212 niet duidde op een leeftijd, maar een sociale onderklasse van onder meer volwassen ontheemde boeren. Dit is echter al gauw verkeerd begrepen door latere kroniekschrijvers, die er vanaf het eind van de 13e eeuw ook infantes (het eigenlijke woord voor "kinderen") van maakten.

## Terminologie:peregrinatio puerorum

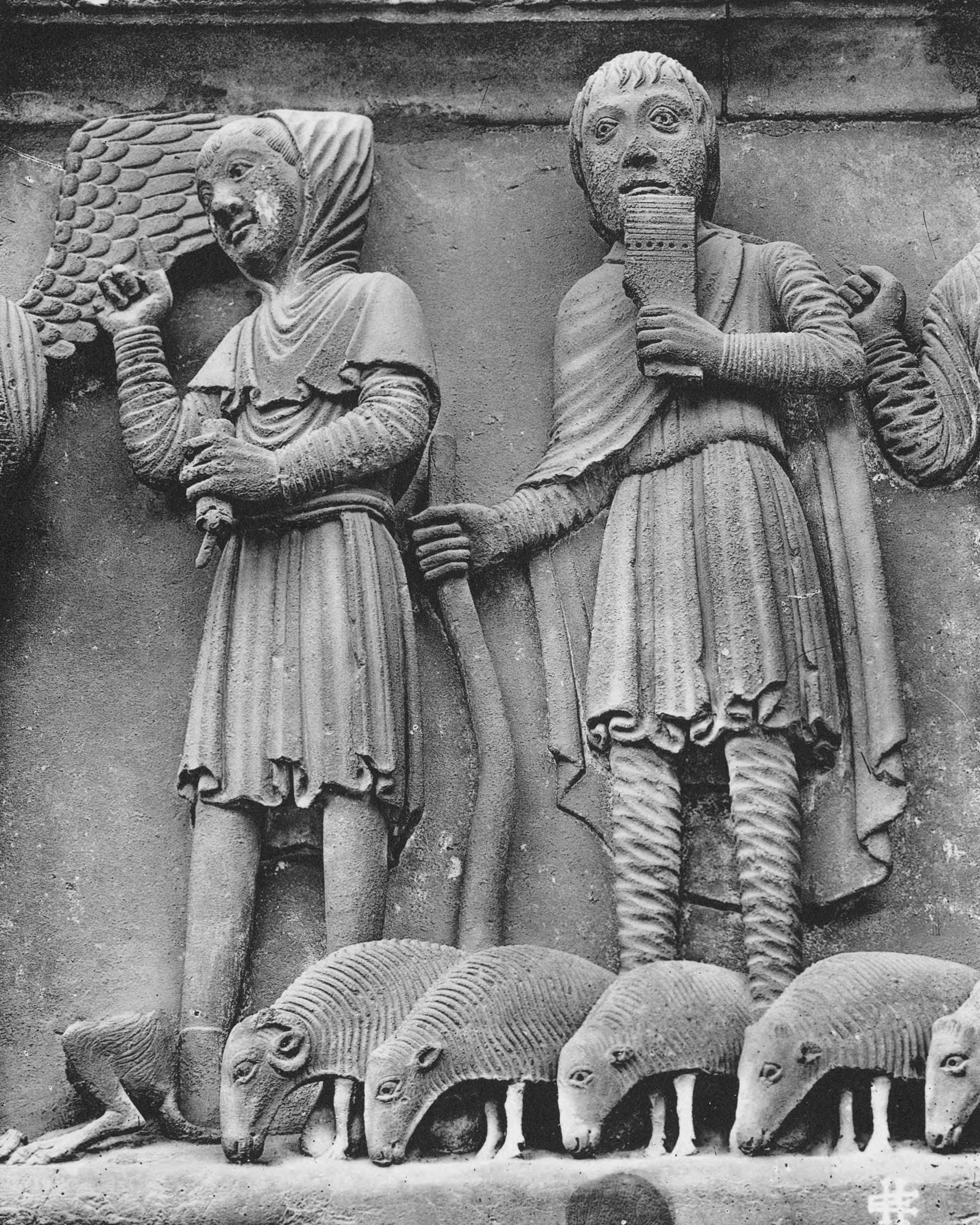
Voorbeeld van hoe herders rond 1212 werden afgebeeld, hier op de Kathedraal van Chartres (voltooid in 1220). Stephan was zo'n herder.

Het begrip Kinderkruistocht is een vertaling van de in de bronnen veelgebruikte Middeleeuws Latijnse woorden peregrinatio puerorum. Zowel peregrinatio (letterlijk: "reis", vaak gebruikt voor "kruistocht") als puer (letterlijk: "jongen", ook wel "kind") zijn echter voor meerdere uitleggen vatbaar.

### Puer
De deelnemers aan de Kinderkruistocht waren niet, zoals de naam impliceert, uitsluitend kinderen, maar voor een groot deel jongeren en groepen volwassenen. Het ging bij hen overwegend over horigen van lagere sociale klassen.
Het zou kunnen dat de voorstelling van een "kinderkruistocht" berust op een taalkundig misverstand. Het Latijnse woord puer kan niet alleen "kind" of "knaap" betekenen, maar ook "knecht". Daarmee werden vooral jonge kinderen uit boerenfamilies aangeduid, die meestal hooguit dienst deden als herders of dagloners en zo een arme onderklasse van het platteland vormden. Deze interpretatie van de naam is door meerdere nieuwe onderzoeken deels bevestigd.
Andere onderzoekers wijzen op een betekenisverschuiving van het begrip puer, die in de 13e eeuw werd ingezet en met betrekking tot een nieuw ontstane vrijwillige armoedebeweging staat.

### Peregrinatio
Minder omstreden dan het begrip "kind" is de aanduiding "kruistocht". Het Duitse begrip Kreuzzug (met Nederlandse equivalenten zoals cruystoght of kruystogt) werd pas in de 17e eeuw voor het eerst gebruikt als vertaling van het Middelfranse croisade. In de bronnen over de Kinderkruistocht worden in plaats daarvan de termen peregrinatio (waarvan het woord pelgrimage is afgeleid), iter ("reis") en expeditio ("veldtocht") gehanteerd. Deze begrippen zijn, in combinatie met de aanmerking van Jeruzalem als doel en het dragen van het kruisteken (crucisignatus), de contemporaine aanduiding van een kruistocht. Hoewel de deelnemers van de Kinderkruistocht onbewapend waren en geen pauselijke oproep tot een kruistocht volgden, wordt de aanduiding "kruistocht" in het onderzoek gezien als correct.

## De mythe van de Franse en Duitse kinderkruistochten
Bij de Franse kruistocht ging het om circa 30 000 kinderen, geleid door de 12-jarige jongen Stephan "van Cloyes". Omdat de ouderen hadden gefaald, gingen de kinderen op pad. Ze kregen echter nooit officieel toestemming van de koning of paus. Integendeel, de Franse koning Filips II van Frankrijk verbood de kruistocht waarna de meeste Franse kinderen terug naar huis gingen. Enkele van de jongeren werden in Marseille ingescheept. Een deel van hen leed schipbreuk en verdronk. De meeste anderen vielen in handen van slavenhandelaars en werden als slaven aan de Turken verkocht of kwamen om door honger of epidemieën.
Rond dezelfde tijd zou ook in Duitsland een Kinderkruistocht hebben plaatsgevonden. Het zou hier gaan om een groep van 8000 jongeren, geleid door een herdersjongen, Nicolaas. De groep stak de Alpen over en bereikte ten slotte na veel ontberingen en verliezen Genua waar de zee zich echter niet opende voor de kinderen. Een klein deel van hen ging terug. De overigen gingen alle kanten op. Zo vertrok een deel naar Rome. Daar raadde paus Innocentius III de jongen Nicolaas af verder te gaan en viel de groep uit elkaar. Een deel trok ten koste van veel slachtoffers terug naar Duitsland. Een ander deel bleef in Italië. Enkelen gingen scheep in Pisa maar zij werden ten slotte als slaven verkocht aan onder andere Nur ad-Din. Deze kruistocht vormde de basis voor het boek Kruistocht in spijkerbroek van Thea Beckman.

## Achtergrond
Heel de beweging moet geplaatst worden tegen de achtergrond van de sociaal-economische revolutie van de 13de eeuw: herstel van de markteconomie en grotere geldomloop met als keerzijden onder andere een snelle bevolkingsaangroei, werkloosheid en seizoenarbeid. Opvallend genoeg was deze ontwikkeling het ingrijpendst in Noord-Frankrijk en het Rijnland, waar deze kruistochten ontstonden. Bovendien past zij in de context van de 13de-eeuwse armoedebeweging. Vele ontheemde jongeren hebben in de kruisvaartbeweging een ontsnappingsmogelijkheid gezien uit hun misère. Had het kruistochtideaal oorspronkelijk vooral weerklank gevonden bij het volk en was de Eerste Kruistocht (1096-1099) nog een aangelegenheid van heel de westerse christenheid, de volgende drie waren bijna exclusief een zaak van vorsten en ridders geweest. De mislukking van deze heilige oorlogen deed in de lagere kringen de hoop herleven op een vreedzame bevrijding van Jeruzalem in een boetetocht van door God uitverkoren armen.  Ook Franciscus poogde in 1212 om het Heilige Land te bereiken.

## Waarheidsgehalte
Er wordt sinds de publicatie van Peter Raedts (1977) niet meer getwijfeld aan de wijdverbreide mythe van de kinderkruistochten. Het ging hier niet om kinderen, maar om ontheemde boeren die uit geldnood hun land hadden moeten verkopen. Twee jonge leiders, Stephan en Nicolaas, kregen visioenen en stuurden hun groep op Kruistocht. In deze visie zou het dus meer om een soort sektevorming gaan, waarbij de groepen op een bepaald moment door alle verliezen en ontberingen ontmoedigd uit elkaar vielen. Het woord 'kinderkruistocht' zou in deze visie berusten op een taalkundig misverstand. In middeleeuwse kronieken die deze kruistochten noemen wordt namelijk het woord pueri gebruikt, het Latijnse woord voor jongens. Door latere vertalers is dat vertaald als kinderen. In de middeleeuwen werd de term pueri echter ook wel gebruikt om ontheemde boeren en zwervers aan te duiden. Middeleeuwse kroniekschrijvers hebben de mythevorming versterkt door de pelgrims steeds jonger weer te geven.

## Kinderkruistochten in de literatuur
- Kruistocht in spijkerbroek (1973) is een jeugdboek van Thea Beckman waarin de Kinderkruistocht (met daadwerkelijk jonge kinderen als deelnemers) vanuit het oogpunt van een jongen uit de jaren 70 wordt gezien. De hoofdpersoon is met een tijdmachine naar de middeleeuwen verplaatst. Aangezien terugkeren naar het heden niet mogelijk lijkt, sluit hij zich aan bij de daar passerende kinderkruistocht, die uit Duitsland komt. In 2006 is een Engelstalige film uitgebracht, gebaseerd op het verhaal uit het boek.
- Een meer op historische bronnen en kronieken gebaseerd verhaal is Het verhaal van de Kinderkruistocht van Flip G. Droste.
- De Kinderkruistocht is een gedicht van Martinus Nijhoff.
- De Kinderkruistocht, een uit het Engels vertaald jeugdboek An army of children door Evan H. Rhodes waarin een Engelse jongen en zijn joodse vriendje deelnemen aan de kinderkruistocht vanuit Keulen.
- Sylvia, een boek van de Zuid-Afrikaans/Australische schrijver Bryce Courtenay waarin hij het verhaal vertelt van Sylvia Honeyeater, een jonge vrouw die aan het begin staat van de kinderkruistocht.
- Raedts, Peter  (1977). The Children's Crusade of 1212. Gearchiveerd op 14 april 2024. Journal of Medieval History  3 (4): 279-323
- Marianne Mooijweer, 'Door armoede uitverkoren. De kinderkruistocht van 1212' in: Geschiedenis Magazine 3 (2012, 32-34).